# Mário Felgueiras
Mário Jorge Quintas Felgueiras est un footballeur portugais né le 12 décembre 1986 à Viana do Castelo. 
Il a été le gardien de l'équipe nationale portugaise des moins de 16 ans, des moins de 17 ans, des moins de 19 ans et enfin des moins de 20 ans. Il a par ailleurs reçu une sélection en équipe du Portugal des moins de 21 ans.

## Carrière
- 2005-2007 :  Sporting Portugal
- 2005-2007 :  Sporting Espinho (prêté par le Sporting Portugal)
- 2007-2008 :  Portimonense SC
- 2008-2012 :  Sporting Braga
- 2009-2010 :  Vitória Setúbal (prêté par le Sporting Braga)
- 2010-2011 :  Rio Ave FC (prêté par le Sporting Braga)
- 2011-2012 :  FC Brașov (prêté par le Sporting Braga)
- 2012-2014 :  CFR Cluj
- 2015-2016 :  Konyaspor[1],[2]
- 2016-2018 :  Paços de Ferreira
- 2018- :  Anorthosis Famagouste FC